# Knodus tiquiensis
Knodus tiquiensis es una especie de pez de la familia Characidae en el orden de los Characiformes.

## Morfología
Los machos pueden llegar alcanzar los 7,3 cm de longitud total.
- Número de  vértebras: 38.[1]

## Alimentación
Come  larvas de quironómidos.

## Hábitat
Vive en zonas de clima tropical.

## Distribución geográfica
Se encuentran en Sudamérica:  cuenca del río Tiquié (cuenca del río Negro en Brasil ).